# Adolf Spinnler
Adolf Spinnler (18 de julho de 1879 - , 20 de novembro de 1951) foi um ginasta suíço que competiu nos Jogos Olímpicos de Verão de 1904.